# Bente Dalsbæk
Bente Dalsbæk (f. 1966) er en dansk jurist, radiovært, forfatter og journalist.
Hun har arbejdet hos DSB og Trafikministeriet og gennem ti år som udvalgssekretær i Folketinget og taleskriver for Folketingets skiftende formænd. Desuden har hun arbejdet som kommunikationsrådgiver, ordstyrer og foredragsholder. Hun var i syv år fast kommentator i Berlingske Tidendes 'Indspark'.
Efter Muhammedkrisen skrev hun bogen Med underkop – Livet med min muslimiske svigermor om mødet med sin daværende samlevers mor og familie, og sidenhen debatbogen 'Med eller uden skræl' om drengeomskæring.
Bente Dalsbæk har tidligere været vært på P1 Debat i Danmarks Radio, hvor hun også har været vært for aktualitetsmagasinet DR2Nu.
Bente Dalsbæk har tidligere været gift med politikeren Naser Khader.

## Værker
- 2006 – Med underkop – Livet med min muslimiske svigermor. Ekstra Bladets forlag, København. ISBN 87-7731-276-7
- 2009 – Med eller uden skræl: en debatbog om drengeomskæring. ISBN 978-87-92336-11-8